# Notre-Dame de Těrlicko
Notre-Dame de Těrlicko (ou Notre-Dame de l'aide permanente de  Těrlicko, Silésie, Tchéquie) est une peinture de style gothique tardif datant de vers 1500, issue de l'atelier de Wrocław, dirigé à cette époque par Jacob Beinhard. La peinture a été découverte lors de la restauration d’un tableau de l'église Saint-Laurent de Těrlicko-Kostelec.

## Histoire
Těrlicko est une communauté dans la Tchéquie, située au nord-est du pays.
À l’origine, la peinture de Notre-Dame de l'aide permanente était placée dans l'église de la Sainte Trinité, détruite lors de la construction d’un barrage. Les objets précieux ont alors été transférés en 1962 dans l'église  Saint-Laurent à Těrlicko-Kostelec, y compris la peinture mentionnée. La découverte fut faite lors de la restauration  commencée en 2015.
Avant la restauration, on supposait que la peinture datait du XVIIe siècle, mais on a d’abord identifié que les petits cadeaux votifs qui y étaient accrochés (en papier, en métal ou en tissus) étaient des éléments plus récents. Après avoir retiré ces ajouts, il est devenu évident que le tableau avait en fait été repeint. Une étude de restauration détaillée a alors découvert qu'une couche de haute qualité de peinture a tempera de l’époque gothique tardive (aux environs de 1500), figurait sur la plaque de bois.

## Restauration
Après démontage  du tableau, le projet de restauration a été remanié pour le diviser en deux phases :
- Une copie exacte de la peinture votive vénérée du XIXe siècle, qui était supposée être restaurée, a finalement été matérialisée sur une nouvelle plaque de bois. Puis  toutes les applications originales du XIXe siècle (en textile, en papier et en métal) y ont été repositionnées. Ensuite, cette copie a retrouvé sa place dans l'église Saint-Laurent à Těrlicko-Kostelec.
- La peinture de style gothique tardif a, elle, été restaurée sur sa plaque de bois d'origine.

La restauratrice Romana Balcarová et la peintre académique Lenka Helfertová ont consacré quatre ans (2015-2018) à cette tâche. 
Deux peintures sont ainsi nées de l’œuvre d'art originale.
Après diverses expositions temporaires, la peinture gothique originale a été confiée au musée de Český Těšín, où elle est exposée.

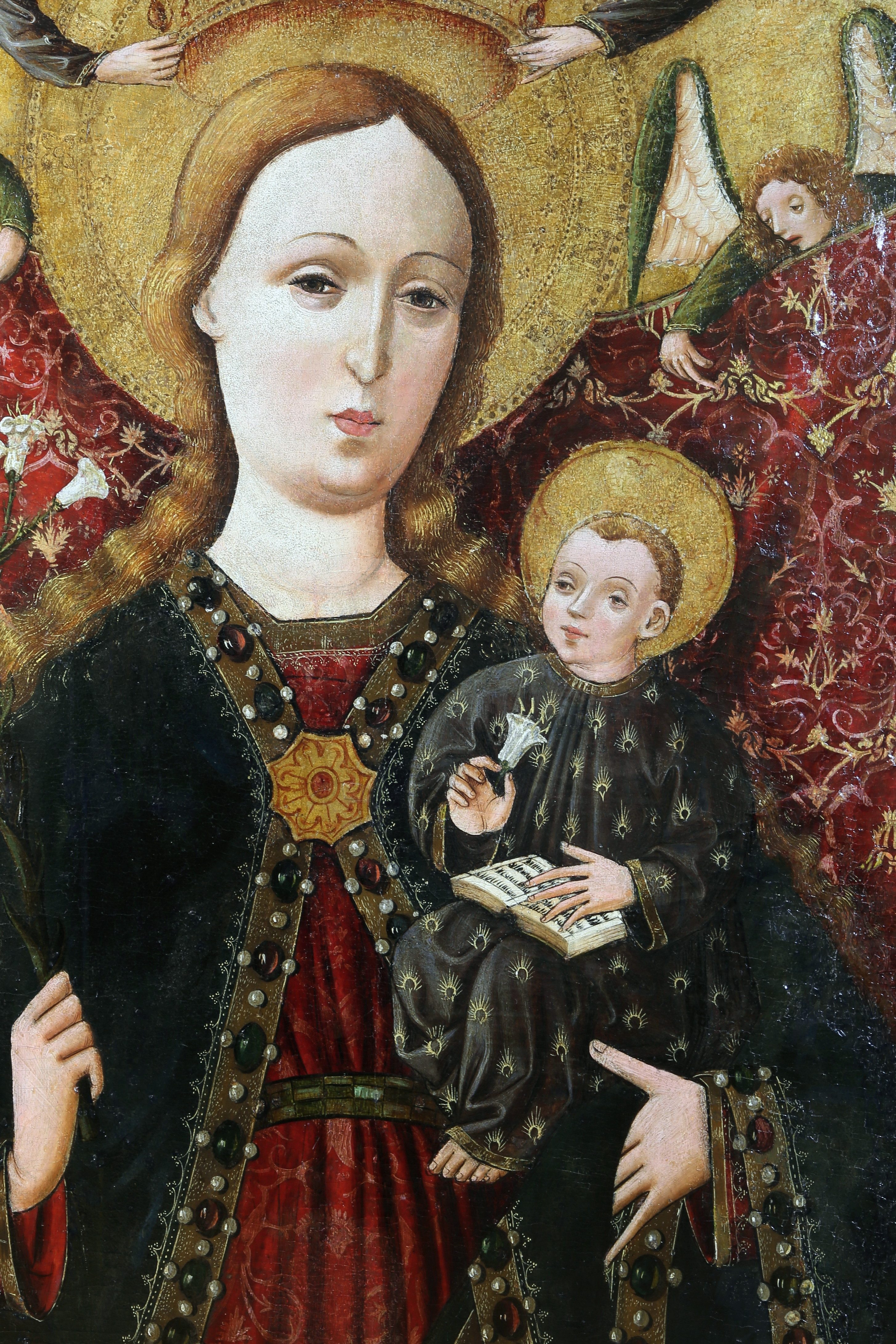
Peinture de 1500, détail.
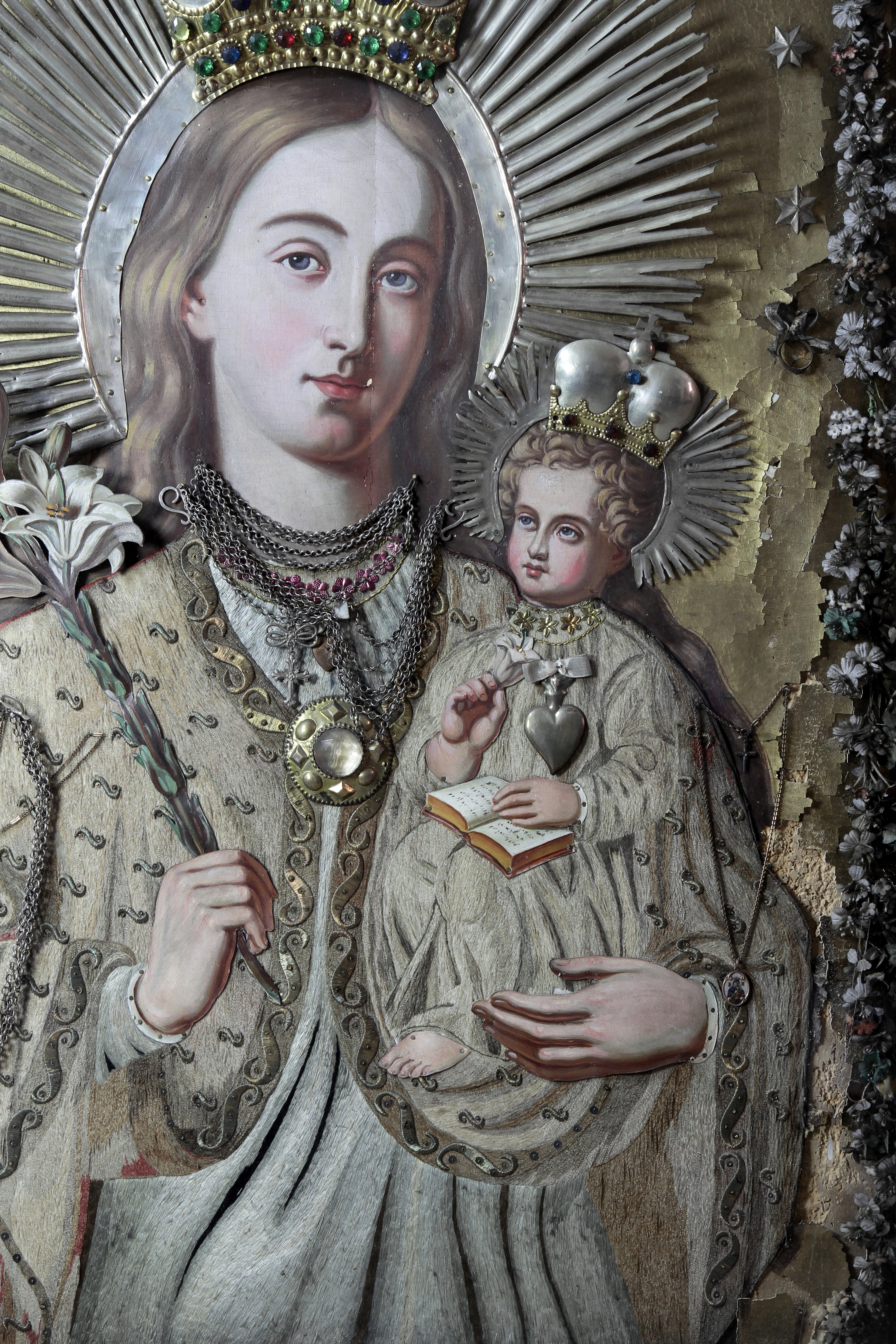
Peinture du XIXe siècle avec applications.